# 아웃컴
"아웃컴"(영어: Outcome)은 공개 예정인 미국의 블랙 코미디 영화이다. 조나 힐이 감독과 각본을 맡았다.